# Lương Duy Cương
Lương Duy Cương (sinh ngày 7 tháng 11 năm 2001) là một cầu thủ bóng đá chuyên nghiệp người Việt Nam hiện đang thi đấu ở vị trí trung vệ, tiền vệ phòng ngự và hậu vệ phải cho câu lạc bộ SHB Đà Nẵng và đội tuyển quốc gia Việt Nam.

## Sự nghiệp câu lạc bộ
Lương Duy Cương từng đỗ vào trung tâm đào tạo bóng đá trẻ Hà Nội. Tuy nhiên do thể hình và chuyên môn không đáp ứng được nên đã bị loại sau đó. Ít lâu sau, cơ hội tiếp tục đến khi anh được giới thiệu vào Đà Nẵng thử việc.
Mùa giải 2021, Duy Cương được đôn lên đội một SHB Đà Nẵng.
Ngày 2 tháng 7 năm 2022, anh ra mắt V.League 1 khi chơi trọn vẹn trận đấu gặp Hà Nội. Sau đó, anh trở thành trụ cột của câu lạc bộ khi thường xuyên có tên trong đội hình xuất phát của SHB Đà Nẵng. Kết thúc mùa giải 2022, anh có tổng cộng 19 lần ra sân tại V.League 1.

## Sự nghiệp quốc tế
Năm 2022, Duy Cương góp mặt trong danh sách của đội tuyển U-23 Việt Nam lên ngôi vô địch tại giải U-23 Đông Nam Á 2022. Cùng trong năm đó, anh cùng toàn đội dành được tấm huy chương vàng của Đại hội Thể thao Đông Nam Á 2021.
Ngày 21 tháng 9 năm 2022, anh ra mắt đội tuyển quốc gia Việt Nam khi vào sân thay người trong trận thắng 4–0 trước Singapore.

## Thông kê sự nghiệp

### Câu lạc bộ
Tính đến ngày 18 tháng 2 năm 2023
| Câu lạc bộ     | Mùa giải       | Giải đấu       | Giải đấu | Giải đấu | Cúp quốc gia | Cúp quốc gia | Khác | Khác | Tổng cộng | Tổng cộng |
| Câu lạc bộ     | Mùa giải       | Hạng           | Trận     | Bàn      | Trận         | Bàn          | Trận | Bàn  | Trận      | Bàn       |
| -------------- | -------------- | -------------- | -------- | -------- | ------------ | ------------ | ---- | ---- | --------- | --------- |
| SHB Đà Nẵng    | 2022           | V.League 1     | 19       | 0        | 0            | 0            | —    | —    | 19        | 0         |
| SHB Đà Nẵng    | 2023           | V.League 1     | 2        | 0        | 0            | 0            | 0    | 0    | 2         | 0         |
| Tổng sự nghiệp | Tổng sự nghiệp | Tổng sự nghiệp | 21       | 0        | 0            | 0            | 0    | 0    | 21        | 4         |

### Quốc tế
Tính đến ngày 21 tháng 9 năm 2022
| Đội tuyển quốc gia | Năm       | Trận | Bàn |
| ------------------ | --------- | ---- | --- |
| Việt Nam           |           |      |     |
| 2022               | 1         | 0    |     |
| Tổng cộng          | Tổng cộng | 1    | 0   |

## Danh hiệu

### Câu lạc bộ
SHB Đà Nẵng
- V.league 2
  -  Vô địch: 2023–24

### Quốc tế
U-23 Việt Nam
- Đại hội Thể thao Đông Nam Á: 
  -  Vô địch: 2021
  -  Hạng ba: 2023
- Giải vô địch bóng đá U-23 Đông Nam Á
  -  Vô địch: 2022, 2023